# Leonhard Beck
Leonhard Beck (* 1480 Augsburg – 1542 Augsburg) byl německý malíř a kreslíř.

## Život a dílo

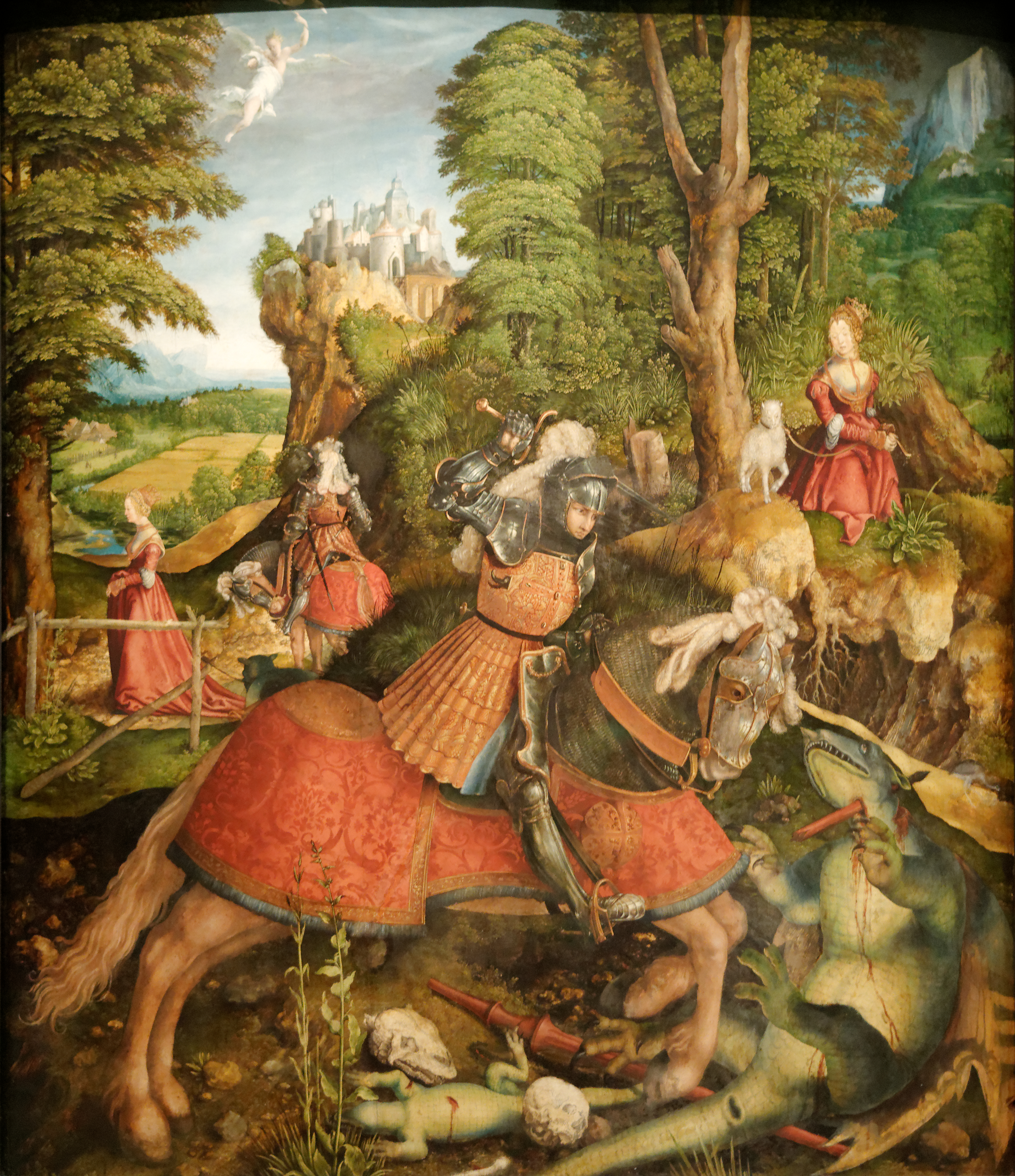
Leonhard Beck, Sv. Jiří (1515)

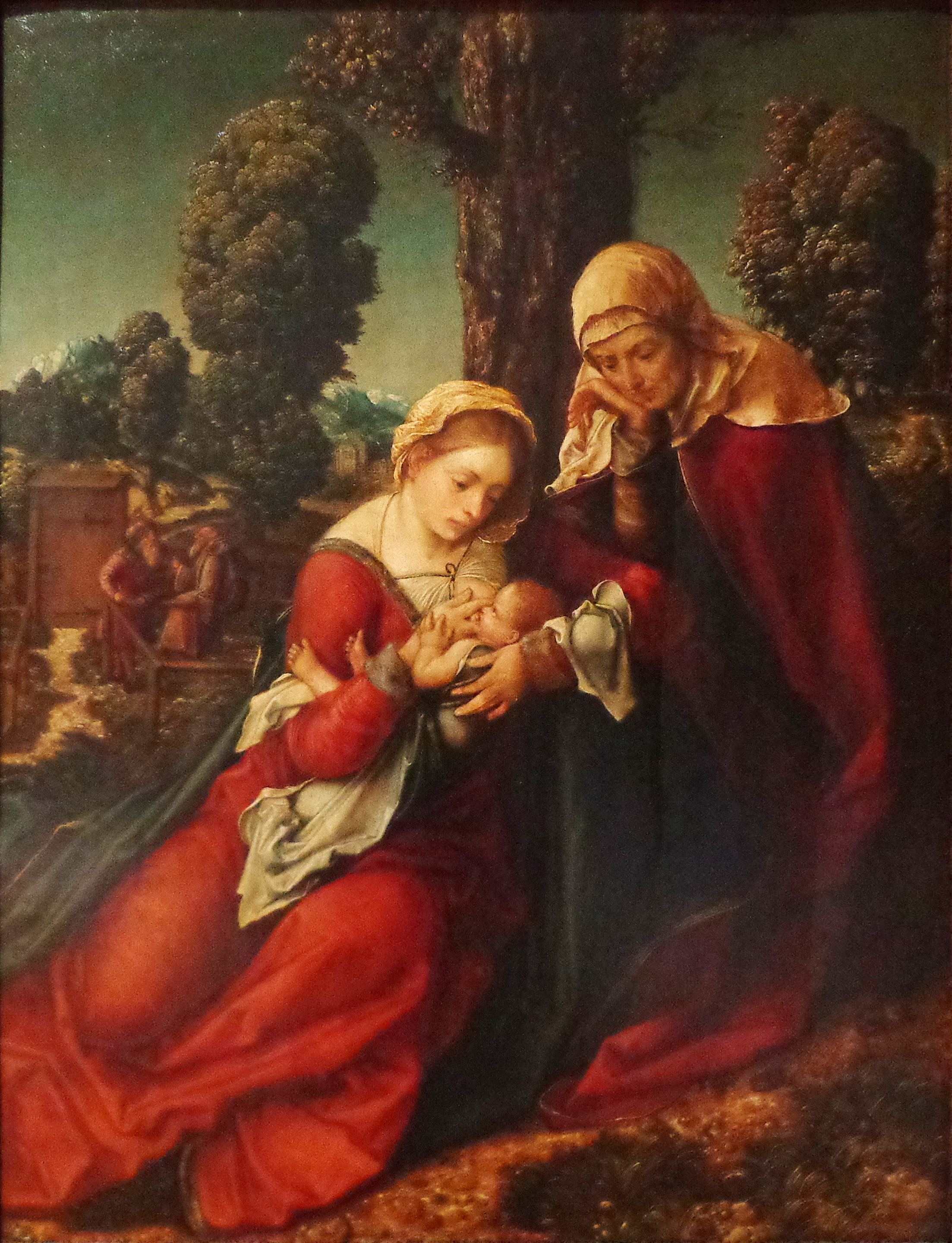
Leonhard Beck, Svatá rodina

Leonhard Beck byl synem miniaturisty Johanna Georga Becka pocházejícího z Ulmu, se kterým spolupracoval na ilustracích dvou rukopisných žaltářů pro Augsburský klášter (1495). Roku 1501 je Leonhard Beck zaznamenán ve Frankfurtu nad Mohanem jako žák Hanse Holbeina staršího. Podílel se s ním na zakázce na oltář pro tamní dominikánský klášter. Od roku 1503 byl svobodným mistrem v Augsburgu.
Navrhl více než 300 kresebných předloh dřevorytů, mimo jiné velkou část ilustrací v knize císaře Maxmiliána I. Theuerdank (1517), na níž se podíleli také Hans Burgkmair starší a Hans Leonhard Schäufelein. Pro knihu Weißkunig navrhl 127 z celkového počtu 251 ilustrací (118 zhotovil Hans Burgkmair starší) a pro Triumfální průvod celkem sedm. Pro císaře Maxmiliána I. vytvořil návrhy 123 dřevorytů s portréty světců spojených s rodem Habsburků. Genealogie vyšla pod názvem "Images de Saints et Saintes issus de la famille de l'empereur Maximilien I".
Byl autorem miniatur (Louvre), návrhů maleb na skle (Metropolitan Museum, NY) portrétů a oltářních obrazů. Jedním z jeho nejznámějších obrazů je Svatý Jiří bojující s drakem, nyní ve sbírce Kunsthistorisches Museum ve Vídni. Ilustroval také knihu "Gloriosum Christi Confessorum Uldalrici & Symperti necnon beatissimae martyris Aphrae" (Adilbertus, 1235), vydanou nakladatelem Silvanem Othmarem v Augsburgu 1516. Messling považuje Beckovy dřevoryty za méně hodnotné než díla Hanse Burgkmaira, ale vinu nesou částečně také dřevorytci, kteří Beckovy návrhy realizovali.
Jeho nástěnné malby se nezachovaly, ale jsou potvrzeny v písemných dokumentech: Katedrála ve Würzburgu (1509-10), Poslední soud pro radniční síň Augsburg (1524) a malby v dalších budovách ve městě, zejména po roce 1532, kdy zemřel hlavní augsburský autor výzdoby interiérů Ulrich Apt.
Podle některých životopisců byl jeho žákem portrétista Christoph Amberger, za kterého se roku 1530 provdala Beckova dcera.

### Známé malby
- Sv. Kateřina (1510), British Museum[5]
- Sv. Jiří bojující s drakem, Kunsthistorisches Museum Vídeň (1512-1514)
- Portrét muže s květinou (1515), Fine Art Museums of San Francisco [6]
- Klanění tří králů (před 1523), epitaf pro kapli rodiny von Stetten v dominikánském kostele v Augsburgu
- Votivní obraz se stojícími světci a klečícími donátory rodiny Weiss-Fackler (kolem 1520), pravděpodobně katedrála v Augsburgu

### Grafika
- Titulní list a tři dřevoryty v knize Veita Bildaː Gloriosum Christi Confessorum Uldalrici & Symperti necnon beatissimae martyris Aphrae, vydal Silvanus Othmar, Augsburg 1516[7]
- Maximilian I., Heiliges Römisches Reich, Kaiser: Die geuerlicheiten vnd einsteils der geschichten des loblichen streytparen vnd hochberümbten helds vnd Ritters herr Tewrdannckhs (1517)
- Svatý Jošt, jednolist 1516–1518